# Jerzy Popiełuszko
Blaženi Jerzy Popiełuszko (Okopy, 14. rujna 1947. – Włocławek, 19. listopada 1984.) bio je poljski katolički svećenik, mučenik. Ubili su ga službenici tajne službe Ministarstva unutarnjih poslova Narodne Republike Poljske. Proglašen je blaženikom 2010. godine.
Rodio se u Okopyju, usamljenom selu u blizini Suchowole, a roditelji su mu bili poljoprivrednici. U ovom jednostavnom okruženju odrastao je u svoje zvanje svećenika. Zaredio ga je kardinal Stefan Wyszyński u Varšavi 28. svibnja 1972. godine.
Do 1980. bio je svećenik u svom rodnom selu, baveći se uglavnom školovanjem djece, zanimao ga je pokret poljskih radnika i socijalna pravda. U svojoj pastoralnoj djelatnosti bavio se radnicima u željezarama, slaveći svečanu misu u tvornici za vrijeme štrajka metalurških radnika. Pridružio se radnicima poljskoga sindikata Solidarnost, koji se protivio komunističkome sustavu vlasti. Popiełuszko je bio antikomunist siguran u svoju vjeru te je u svojim je propovijedima upućivao kritike na sustav i pozivao ljude da se bore protiv sustava vlasti.
Tijekom razdoblja vojnoga stanja u Poljskoj (1981. – 1983.), kada se komunistička vlast borila protiv sindikata Solidarnost, Katolička Crkva bila je jedina sila koja je mogla imati određenu mogućnost kritike, kroz propovijedanja tijekom slavlja misa. Homilije i propovijedi oca Popiełuszka redovito je prenosio Radio Slobodna Europa, što mu je davalo određenu popularnost i u drugim zemljama.
Poljsko Ministarstvo unutarnjih poslova prijetilo mu je i pozvalo ga na šutnju. Dana, 13. listopada 1984. godine sudjelovao je u prometnoj nesreći koju je preživio.
Dana, 19. listopada 1984., nakon povratka iz pastoralne službe, troje službenika tajne policije Ministarstva unutarnjih poslova ilegalno su ga priveli i ubili, a njegovo tijelo pronađeno je 30. listopada u vodama rijeke Visle blizu Włocławeka.
Obavijest o ubojstvu izazvala je nerede u Poljskoj, a počinitelji ubojstva: kapetani Grzegorz Piotrowski, Leszek Pękala, Waldemar Chmielewski i pukovnik Adam Petruszka - proglašeni su krivima i dobili kaznu od 25 godina zatvora, ali su amnestirati koju godinu kasnije.
Na sprovodu, koji se održao 3. studenog, sudjelovalo je više od 400,000 osoba, uključujući čelnika Solidarnosti Lecha Wałęsu.
Njegov je grob redovito cilj hodočašća, iz Poljske i iz drugih zemalja; a 14. srpnja 1987. i papa Ivan Pavao II. molio se i na njegovom grobu.
Katolička Crkva započela je postupak proglašenja blaženim 1997. godine. Svečana misa proglašenja blaženim don Jerzyja Popiełuszka proslavljena je u Varšavi u nedjelju, 6. lipnja 2010. godine, na trgu koji nosi ime maršala Piłsudskog. Njegova majka bila je prisutna.